# Liste der Baudenkmale in Neuenkirchen (bei Bassum)
In der Liste der Baudenkmale in Neuenkirchen (bei Bassum) sind alle Baudenkmale der niedersächsischen Gemeinde Neuenkirchen aufgelistet. Die Quelle der Baudenkmale ist der Denkmalatlas Niedersachsen. Der Stand der Liste ist der 2. Januar 2022.

## Allgemein
In den Spalten befinden sich folgende Informationen:
- Lage: die Adresse des Baudenkmales und die geographischen Koordinaten. Kartenansicht, um Koordinaten zu setzen. In der Kartenansicht sind Baudenkmale ohne Koordinaten mit einem roten Marker dargestellt und können in der Karte gesetzt werden. Baudenkmale ohne Bild sind mit einem blauen Marker gekennzeichnet, Baudenkmale mit Bild mit einem grünen Marker.
- Bezeichnung: Bezeichnung des Baudenkmales
- Beschreibung: die Beschreibung des Baudenkmales. Unter § 3 Abs. 2 NDSchG werden Einzeldenkmale und unter § 3 Abs. 3 NDSchG Gruppen baulicher Anlagen und deren Bestandteile ausgewiesen.
- ID: die Objekt-ID des Baudenkmales
- Bild: ein Bild des Baudenkmales, ggf. zusätzlich mit einem Link zu weiteren Fotos des Baudenkmals im Medienarchiv Wikimedia Commons. Wenn man auf das Kamerasymbol klickt, können Fotos zu Baudenkmalen aus dieser Liste hochgeladen werden:

## Neuenkirchen (bei Bassum)

### Gruppe: Hofanlage Zur Heide 6
Die Gruppe „Hofanlage Zur Heide 6“ hat die ID 34628021.

| Lage                                     | Bezeichnung              | Beschreibung | ID       | Bild |
| ---------------------------------------- | ------------------------ | --- | -------- | ---- |
| Zur Heide 6A 52° 46′ 29″ N, 8° 45′ 31″ O | Wohn-/Wirtschaftsgebäude | Das Vierständer-Hallenhaus mit Gitterfachwerk am Wirtschaftsgiebel wurde unter einem Krüppelwalmdach errichtet. | 34440367 |      |
| Zur Heide 6a 52° 46′ 29″ N, 8° 45′ 29″ O | Speicher                 | Der zweigeschossige Fachwerkspeicher wurde unter einem Satteldach errichtet.                                    | 34440388 |      |
| Zur Heide 6a 52° 46′ 29″ N, 8° 45′ 29″ O | Backhaus                 | Das eingeschossige Fachwerkgebäude steht unter einem Satteldach.                                                | 34440409 |      |
| Zur Heide 6a 52° 46′ 29″ N, 8° 45′ 30″ O | Scheune                  | Die Fachwerkscheune mit zwei Quereinfahrten steht unter einem Satteldach.                                       | 34440430 |      |
| Zur Heide 6a 52° 46′ 30″ N, 8° 45′ 31″ O | Brunnen                  | Der Brunnen von 1829 besteht aus vier gefassten Sandsteinelementen.                                             | 37575415 | BW   |

### Gruppe: Hofanlage Zur Heide 7
Die Gruppe „Hofanlage Zur Heide 7“ hat die ID 34628039.

| Lage                                    | Bezeichnung              | Beschreibung                                                                 | ID       | Bild |
| --------------------------------------- | ------------------------ | ---------------------------------------------------------------------------- | -------- | ---- |
| Zur Heide 7 52° 46′ 26″ N, 8° 45′ 33″ O | Wohn-/Wirtschaftsgebäude | Das Zweiständer-Hallenhaus steht unter einem Satteldach.                     | 34440451 |      |
| Zur Heide 7 52° 46′ 26″ N, 8° 45′ 31″ O | Stall                    | Der Fachwerkstall für Schafe mit Längseinfahrt steht unter einem Satteldach. | 34440472 |      |
| Zur Heide 7 52° 46′ 26″ N, 8° 45′ 32″ O | Stall                    | Der Fachwerkstall mit Längseinfahrt steht unter einem Satteldach.            | 34440494 |      |

### Einzelbaudenkmale
| Lage                                                | Bezeichnung | Beschreibung | ID       | Bild           |
| --------------------------------------------------- | ----------- | --- | -------- | -------------- |
| Bundesstraße 61, km 7,000 52° 47′ 9″ N, 8° 45′ 1″ O | Grenzstein  | quaderartiger Grenzstein an der Grenze der preußischen Altkreise Syke und Sulingen | 34440515 |                |
| Cantruper Straße 21 52° 46′ 27″ N, 8° 44′ 56″ O     | Kirche      | Die evangelische Kirche St. Katharinen Neuenkirchen ist eine Mitte des 13. Jahrhunderts errichtete romanische Saalkirche. Der Westturm wurde von 1788 bis 1790 erbaut. Bemerkenswerte Wandmalereien aus der Bauzeit. | 34440346 | Weitere Bilder |